# 이가리 유키
이가리 유키(일본어: 猪狩 佑貴, 1988년 4월 7일 ~ )는 일본의 전 축구 선수이다.

## 구단 경력
과거 쇼난 벨마레, 후쿠시마 유나이티드 FC에서 활동하였다.